# 津和野駅
津和野駅（つわのえき）は、島根県鹿足郡津和野町後田にある、西日本旅客鉄道（JR西日本）山口線の駅である。
「山陰の小京都」と称される観光の町、津和野の玄関口の駅で、蒸気機関車C57 1およびD51 200が牽引する快速「SLやまぐち号」の終着駅である。

## 歴史
- 1922年（大正11年）8月5日：国有鉄道津和野線が徳佐駅から延伸し、その終着駅として開設[1][3]。三田尻機関庫津和野駐泊所を開設。
- 1923年（大正12年）3月28日：三田尻機関庫津和野駐泊所が三田尻機関庫津和野分庫に昇格[4]。
- 1923年（大正12年）4月1日：津和野線が石見益田駅（現・益田駅）まで延伸し山口線となり、同線の途中駅となる[1]。
- 1928年（昭和3年）：三田尻機関庫津和野機関分庫が津和野機関庫に昇格。
- 1936年（昭和11年）9月1日：津和野機関区に名称変更。
- 1960年（昭和35年）3月20日：統廃合により山口線管理所津和野支所が発足。
- 1965年（昭和40年）3月1日：山口線管理所津和野支所を山口線管理所に組織変更。
- 1974年（昭和49年）1月16日：山口線管理所を廃止し、同所は小郡機関区津和野支区に格下げ。
- 1977年（昭和52年）3月3日：現在の2代目駅舎が竣工[5][6]。
- 1980年（昭和55年）4月1日：貨物取扱廃止[3]。
- 1985年（昭和60年）3月14日：荷物扱い廃止[3]。
- 1986年（昭和61年）：小郡機関区津和野支区廃止。
- 1987年（昭和62年）4月1日：国鉄分割民営化により西日本旅客鉄道（JR西日本）が継承[7]。
- 2013年（平成25年）
  - 7月28日：豪雨災害により山口線が被災し、当駅を含む一時全線が運休。（以降8月5日までに地福駅 - 新山口駅間については運行再開）
  - 11月16日：益田駅 - 津和野駅間運行再開。およそ4ヶ月ぶりに列車が津和野駅に乗入れるようになる。JRバス中国により、新山口駅 - 津和野駅間でノンストップつわの号の運行が開始した。
- 2014年（平成26年）8月23日：津和野駅 - 地福駅間が運行再開し、山口線全線運転再開。ノンストップつわの号の運行が終了した[8]。
- 2021年（令和3年）
  - 11月30日：みどりの窓口が営業を終了[9]。
  - 12月1日：この日より終日無人駅となる[9]。
- 2022年（令和4年）8月6日：駅開業100周年イベントを実施[10]。簡易委託化[2]。

## 駅構造
津和野町観光協会による簡易委託駅。島式ホーム1面2線を有し、交換設備を有する地上駅。駅舎は上り線東側にあり、そこから跨線橋がホームの益田寄りに繋がっている。
構内には蒸気機関車用転車台があり、また、留置線も数線設けられている。駅前には、D51 194が静態保存されている。

### のりば
| のりば | 路線    | 方向 | 行先             |
| ------ | ------- | ---- | ---------------- |
| 2      | ■山口線 | 上り | 山口・新山口方面 |
| 3      | ■山口線 | 下り | 益田・浜田方面   |

#### 付記事項
- 1番線は2番線の駅舎寄りに隣接した線路であるが、乗降設備は設けられておらず、列車の留置などで使われている。「SLやまぐち号」は一旦この留置線に客車を留置した後に機関車のみ方向転換のために転車台へ向かう。
- 2・3番線共片方向の入線・出発しか対応しておらず、ホームでの列車の折返しは出来ない。当駅止まりの列車は留置線に入る形となる。
- 2002年1月時点では当駅発の最終は22時で行き違いを行っていた。[11]

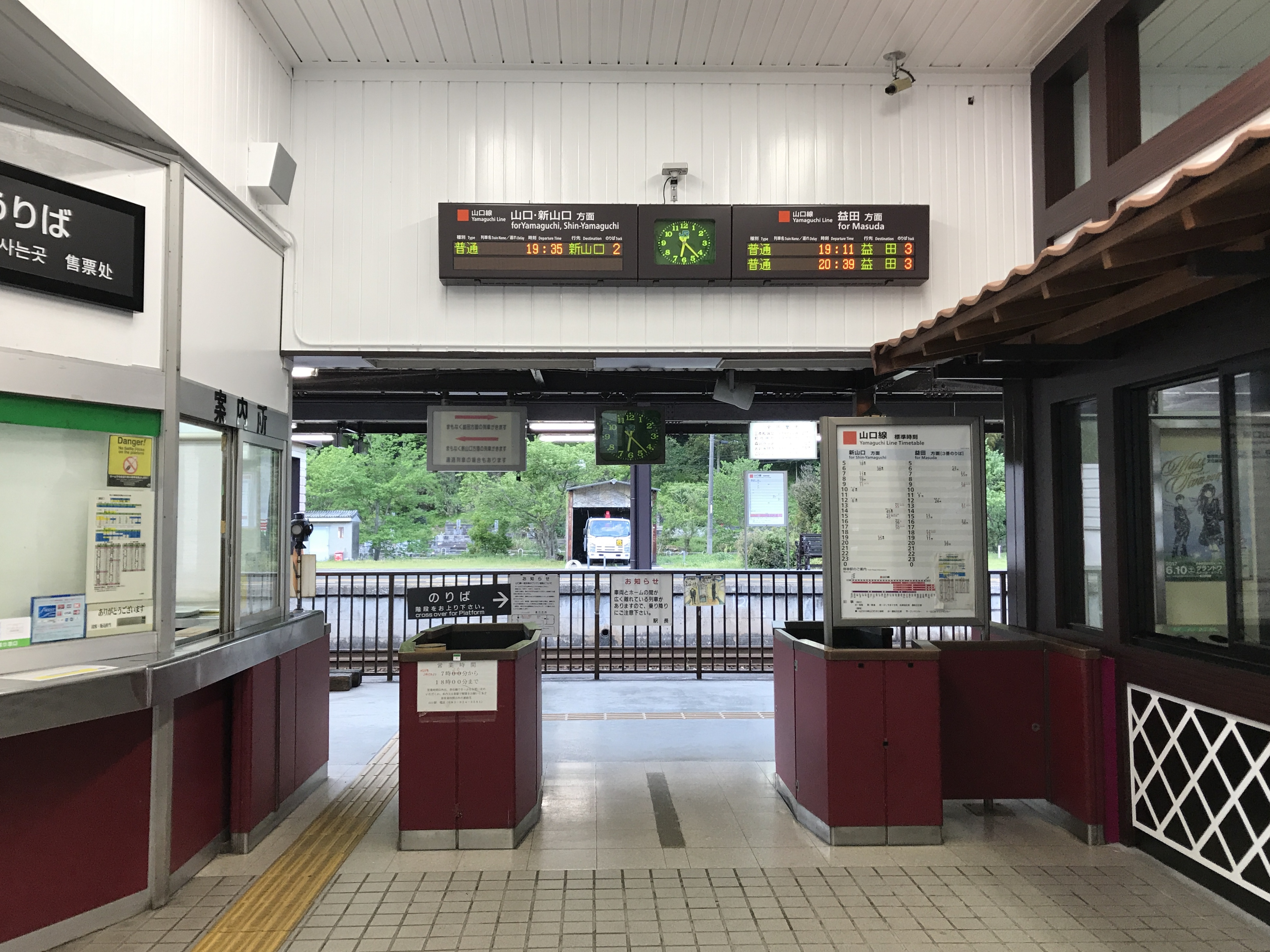
改札口（2017年5月）
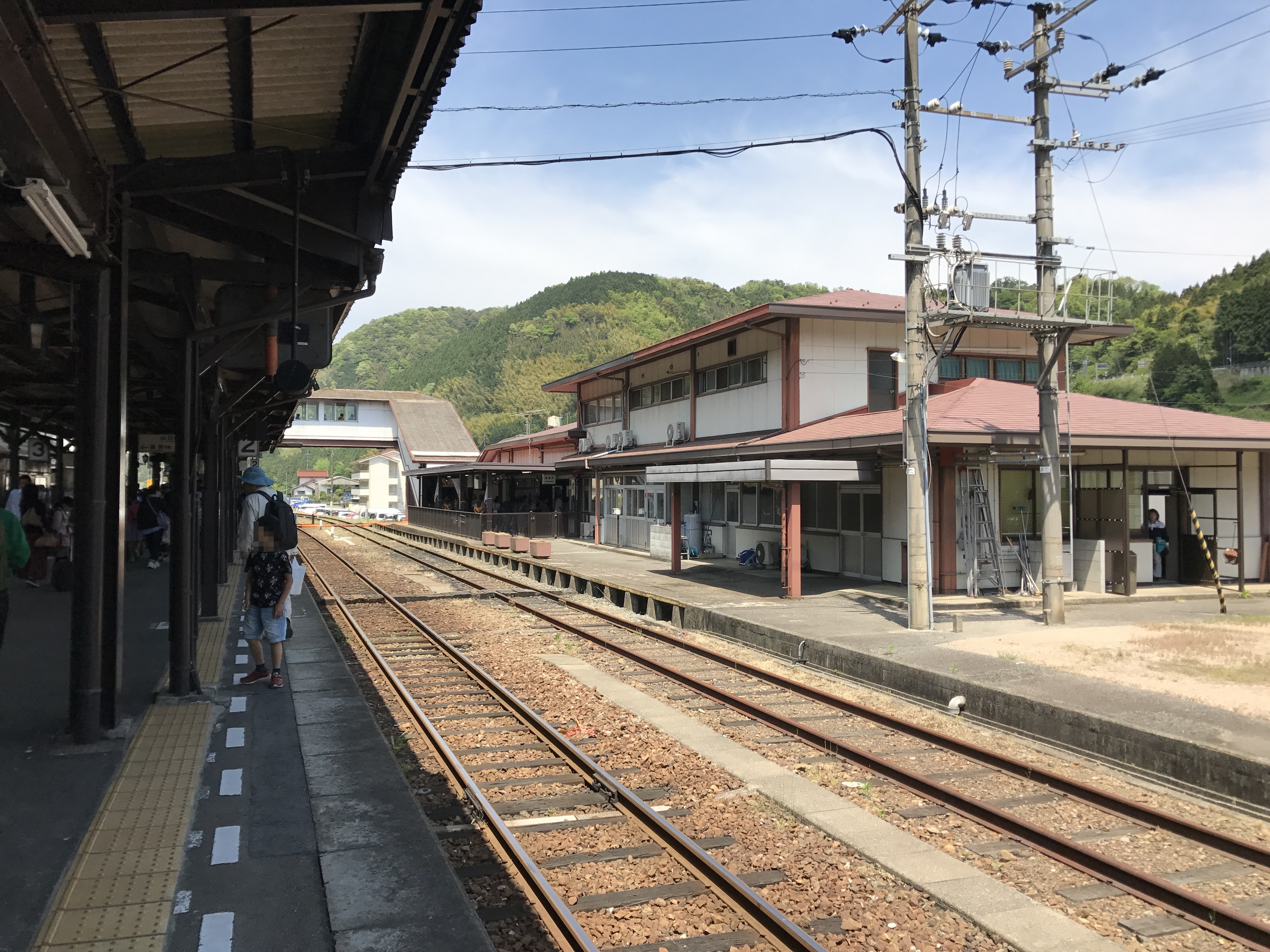
2番線より見た1番線（2017年5月）
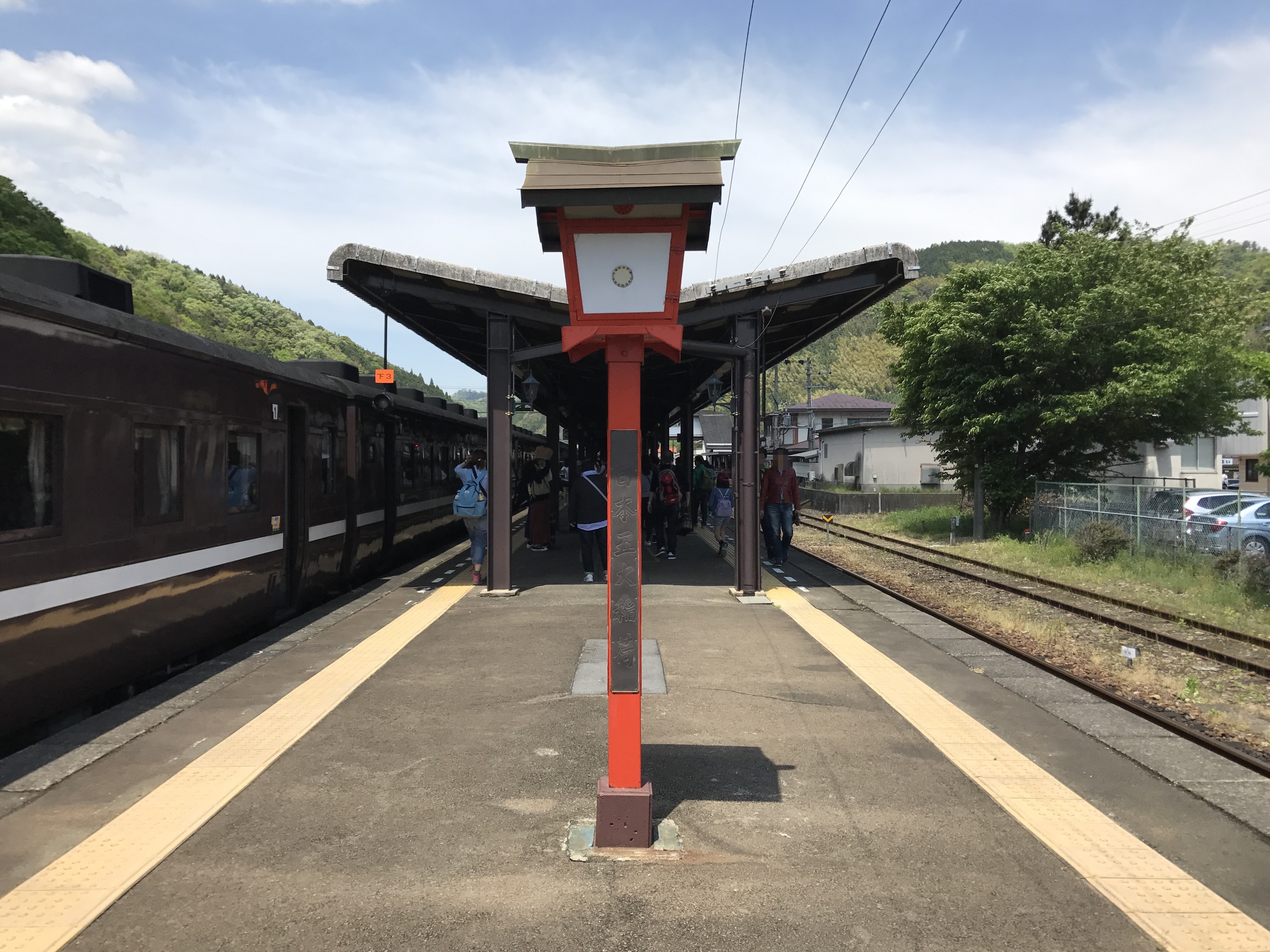
2・3番線（2017年5月）
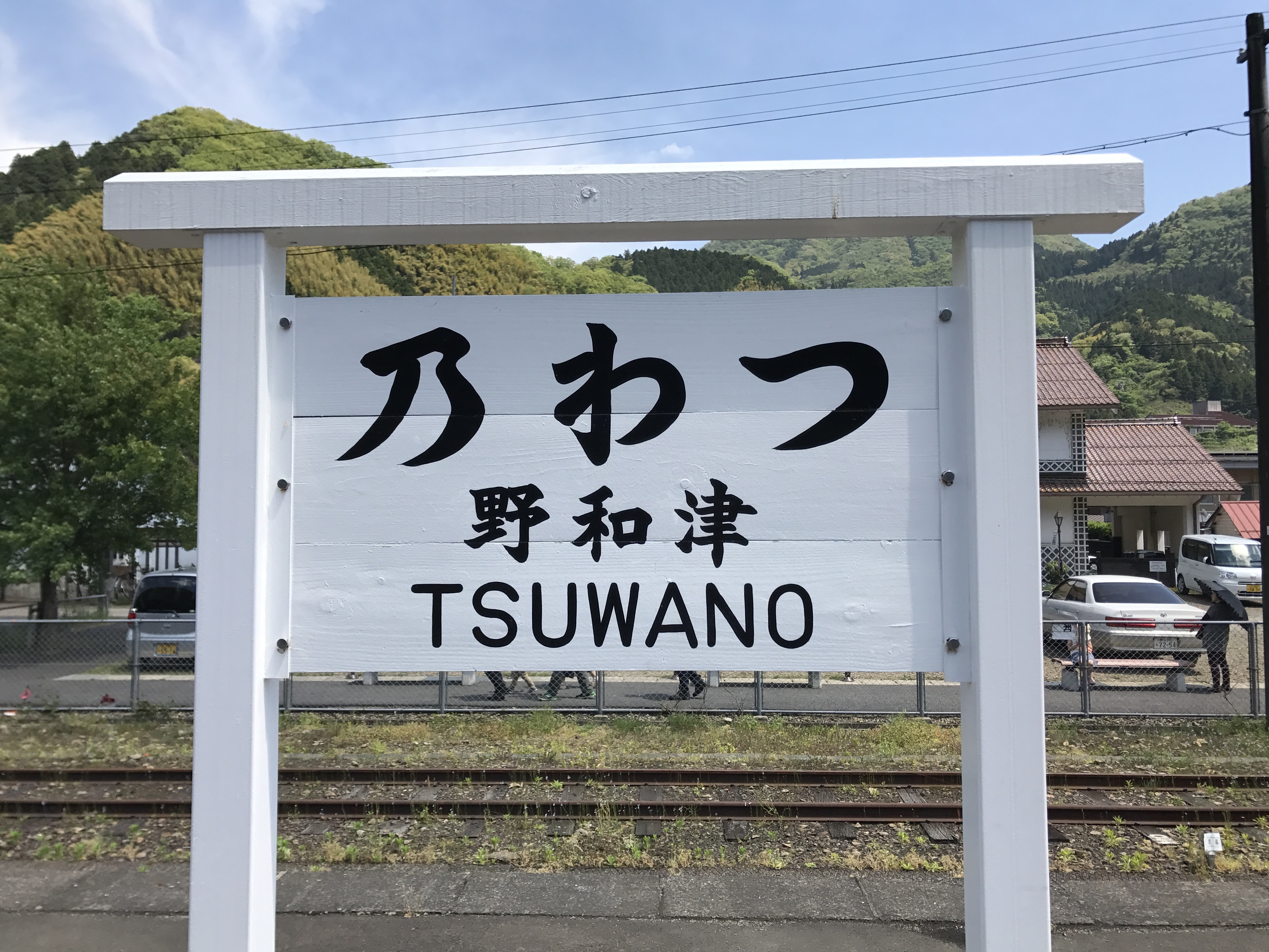
観光用駅名標（2017年5月）

## 駅弁
昭和40年代から弁当製造会社「くぼた」が駅弁を販売していたが、駅改修工事に伴って2021年5月末に営業を終了。その後、復活の要望があり、2021年7月17日と18日に駅弁販売を実施し、以後は販売日について検討することになった。
2022年8月1日現在の駅弁は下記の通りとなっている。
- 幕の内弁当（予約販売）
- 山菜弁当つわぶき（季節弁当：10月1日 - 翌年5月末日までの販売）
- かしわめし弁当

ただし、JTB時刻表 2025年3月号には津和野駅の駅弁の掲載は無い。かつては、JR時刻表に掲載されていた。

## 利用状況
2022年度の1日平均乗車人員は130人である。2004年度は411人、1994年度は596人、1984年度は873人だった。
近年の1日平均乗車人員は以下の通り。
| 乗車人員推移 | 乗車人員推移 |
| 年度         | 1日平均人数  |
| ------------ | ------------ |
| 1999         | 508          |
| 2000         | 503          |
| 2001         | 501          |
| 2002         | 498          |
| 2003         | 468          |
| 2004         | 411          |
| 2005         | 360          |
| 2006         | 337          |
| 2007         | 309          |
| 2008         | 307          |
| 2009         | 276          |
| 2010         | 252          |
| 2011         | 255          |
| 2012         | 231          |
| 2013         | 179          |
| 2014         | 197          |
| 2015         | 233          |
| 2016         | 228          |
| 2017         | 226          |
| 2018         | 196          |
| 2019         | 190          |
| 2020         | 140          |
| 2021         | 132          |
| 2022         | 130          |

## 駅周辺
旧・津和野町の中心部に立地しており周辺には観光名所や観光客向け店舗・宿泊施設などが多い。駅前を島根県道13号萩津和野線が通り、駅の東側約200メートルを津和野川が山口線に並行して流れ、その川向こうを国道9号が並行する。
- 津和野町津和野伝統的建造物群保存地区 -  城下町の整備された区画が今に残り、幕末から昭和初期の町並みが重要伝統的建造物群保存地区：種別「武家町・商家町」として選定されている。

- 津和野町役場 津和野庁舎
- 津和野郵便局
- 山陰合同銀行
- 西中国信用金庫
- 津和野カトリック教会
- 乙女峠マリア聖堂（徒歩20分程）
- 津和野大橋
- 太皷谷稲成神社
- 森鷗外の旧宅
- 津和野城跡
- 島根県津和野町立安野光雅美術館
- キヌヤ 津和野店

## バスのりば

### 路線バス
- 石見交通
  - 日原・益田方面行
  - 横瀬・長野方面行
- 防長交通
  - 萩方面行
- 津和野町営バス
  - 田代方面行
  - 野中方面行
  - 沼原（）行

### 高速バス
- サラダエクスプレス・津和野エクスプレス（夜行、石見交通・阪神バス） - 神戸・大阪行

## 隣の駅
快速「SLやまぐち号」の終着駅であるほか、特急「スーパーおき」もこの駅に停車する。いずれも隣の停車駅については各列車記事を参照のこと。
西日本旅客鉄道（JR西日本）
■山口線
船平山駅 - 津和野駅 - 青野山駅

## 位置情報
- 北緯34度28分20.75秒 東経131度46分25.34秒 / 北緯34.4724306度 東経131.7737056度
- 津和野［北西］ - 地理院地図
- 津和野駅 - Google マップ

#### 統計資料
1. ↑  “島根県統計書”. しまね統計情報データベース.   島根県政策企画局. 2025年2月5日閲覧。